# 1858
Промислова революція •  Національно-визвольні рухи • Робітничий рух •  Російська імперія •  Британська імперія

## Геополітична ситуація
У Росії царює імператор Олександр II (до 1881). Російській імперії належить більша частина України, значна частина Польщі, Грузія, Закавказзя, Фінляндія, Аляска. Україну розділено між двома державами — Королівство Галичини та Володимирії належить Австрії, Правобережжя, Лівобережжя та Крим — Російській імперії.
В Османській імперії править султан Абдул-Меджид I (до 1861). Під владою османів перебувають Близький Схід та Єгипет, Середземноморське узбережжя Північної Африки, Болгарія. Васалами османів є Сербія та Боснія, Волощина та Молдова.
В Австрійській імперії править Франц-Йосиф I (до 1916). Імперія охоплює, крім власне австрійських земель, Угорщину з Хорватією, Трансильванію, Богемію, Північну Італію. Король Пруссії — Фрідріх-Вільгельм IV (до 1861). Королівство Баварія очолює Максиміліан II (до 1864). Австрія, Прусія, Баварія та інші німецькомовні держави об'єднані в Німецький союз.
У Франції править Наполеон III Бонапарт (до 1870). Франція має колонії в Алжирі, Карибському басейні, Південній Америці та Індії. На троні Іспанії сидить Ізабелла II (до 1868). Королівству Іспанія належать частина островів Карибського басейну, Філіппіни. У Португалії править Педру V (до 1861). Португалія має володіння в Африці, Індії, Індійському океані й Індонезії.
У Великій Британії триває Вікторіанська епоха — править королева Вікторія (до 1901). Британія має колонії в Північній Америці, на Карибах та в Індії. Королівство Нідерланди очолює Віллем III (до 1890). Король Данії та Норвегії — Фредерік VII (до 1863), на шведському троні сидить Оскар I (до 1859). Італія розділена між Австрією та Королівством Обох Сицилій. Існує Папська держава з центром у Римі.
Бразильську імперію очолює Педру II (до 1889). Посаду президента США займає Джеймс Б'юкенен. Територія на півночі північноамериканського континенту, Провінції Канади, належить Великій Британії, територія на півдні континенту — Мексиці.
В Ірані при владі Каджари. Влада над Індостаном перейшла до Британської корони. У Бірмі править династія Конбаун, у В'єтнамі — династія Нгуєн. У Китаї володарює Династія Цін, триває Тайпінське повстання. У Японії триває період Едо.

## Події

### В Україні
- Відкрилася Дрогобицька гімназія імені Франца Йосифа I.

### У світі
- 11 травня Міннесота увійшла до США 32-м штатом.
- 16 травня підписано Айгунський договір між Російською імперією та Цінським Китаєм, за яким офіційно затверджувалося право Росії на захоплені території.
- 8 липня підписанням мирного договору закінчилося повстання сипаїв.
- 2 серпня Індія перейшла від Ост-Індської компанії під пряме управління британської корони.
- Підписано договори Ансей між Японією і західними державами.

### У суспільному житті
- Карл Маркс надрукував «До критики політичної економії».
- Лондон охопив Великий сморід.
- Засновано місто Денвер.
- У Лурді відбулося об'явлення Пресвятої Богородиці 14-річній Бернадетті Субіру.

### У науці
- Чарлз Дарвін та Альфред Рассел Воллес спільно презентували теорію еволюції
- Уперше використано відбиток пальця для ідентифікації людини.
- Відкрито стрічку Мебіуса.

### У мистецтві
- Посмертно видана книга Хачатура Абовяна «Рани Вірменії».
- Відбулася прем'єра оперети Жака Оффенбаха «Орфей у пеклі».

### У спорті
- Відбулося перше сходження на гору Айгер.

## Народились
Див. також Категорія:Народились 1858
- 18 січня — Деніел Гейл Вільямс[en], лікар-хірург.
- 15 лютого — Пікерінґ Вільям Генрі, американський астроном.
- 18 березня — Рудольф (Крістіан Карл) Дізель, німецький інженер і винахідник.
- 23 квітня —
  - Етель Сміт, англійська композиторка, одна з лідерок суфражистського руху.
  - Макс Карл Ернест Людвіг Планк, німецький фізик, один з основоположників квантової фізики.
- 20 червня — Олександр Рогоза, генерал, військовий міністр України в уряді гетьмана Скоропадського (пом. 1918).
- 29 червня — Джордж (Вашингтон) Гуталс, американський військовий інженер.
- 11 серпня — Хрістіан Ейкман, голландський лікар; відкрив вітамін B1.

## Померли
Див. також Категорія:Померли 1858